# Wybory prezydenckie w Stanach Zjednoczonych w Kalifornii w 2020 roku
Wybory prezydenckie w Stanach Zjednoczonych w Kalifornii w 2020 roku – odbyły się 3 listopada 2020 jako część 59. wyborów prezydenckich, w których wzięło udział wszystkie 50 stanów oraz Dystrykt Kolumbii.
Wyborcy w Kalifornii wybrali elektorów, aby reprezentowali ich w głosowaniu powszechnym w kolegium elektorskim.
Kalifornia została zdobyta przez kandydata demokratów – byłego wiceprezydenta Joe Bidena.
| 2016← 3 XI 2020 →2024 |                                                                                          |                                                                                       |
| --- | ---------------------------------------------------------------------------------------- | ------------------------------------------------------------------------------------- |
| - Kandydat na prezydenta - Partia polityczna - Stan macierzysty - Kandydat na wiceprezydenta - Głosy elektorskie - Głosy powszechne - Wyniki procentowe | - Joe Biden - Partia Demokratyczna - Delaware - Kamala Harris - 55 - 11,110,639 - 63.48% | - Donald Trump - Partia Republikańska - Floryda - Mike Pence - 0 - 6,006,518 - 34.32% |